# Heliophanus xanthopes
Heliophanus xanthopes là một loài nhện trong họ Salticidae.
Loài này thuộc chi Heliophanus. Heliophanus xanthopes được Wanda Wesołowska miêu tả năm 2003.